# Возрожденіє (село, Краснодарський край)
Возрождєніє (рос. Возрождение) — село в Дивноморському сільському окрузі муніципального утворення «місто-курорт Геленджик» Краснодарського краю.
Село розташоване на трасі М4 (Новоросійськ — Сухумі), між Геленджиком і Михайлівським Перевалом, зв 189 кілометрів від Краснодару і за 8 км від Геленджику. Село витягнуто вздовж шосе на кілька кілометрів. У селищі протікають річки Мезиб і її притока Жане (Жане). У районі — мінеральні джерела, відкладення мергелів і пісковиків. Викопні рештки крейдяного періоду — амоніти. У районі річок ростуть вільха, верба, чагарники.

## Пам'ятки

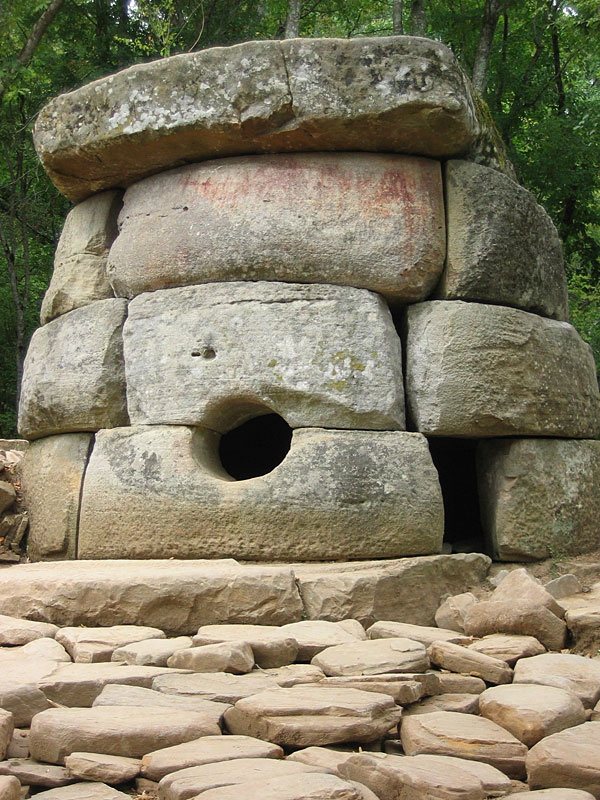
Дольмен в долині річки Жане

- Кургани адигів VII–XV століть.
- Водоспади на річці Жане — до 24 метрів.
- Дольмени — пам'ятки архітектури кам'яної доби. У районі села більше 20 дольменів, в основному зруйнованих. Один незруйнований дольмен знаходиться біля в'їзду до села зі сторони Геленджику (на кладовищі) і 4 — у долині річки Жане, у тім числі єдиний збережений цілим круглий складний дольмен.

## Будівництво храму в ім'я Смоленської ікони Божої матері
У центральній частині села, з благословення єпископа Новоросійського і Геленджицького Феогноста розпочато будівництво храму в ім'я Смоленської ікони Божої Матері. Перший водосвятний молебень на місці майбутнього храму пройшов 10 серпня 2014.